# Nhiếp ảnh thời trang

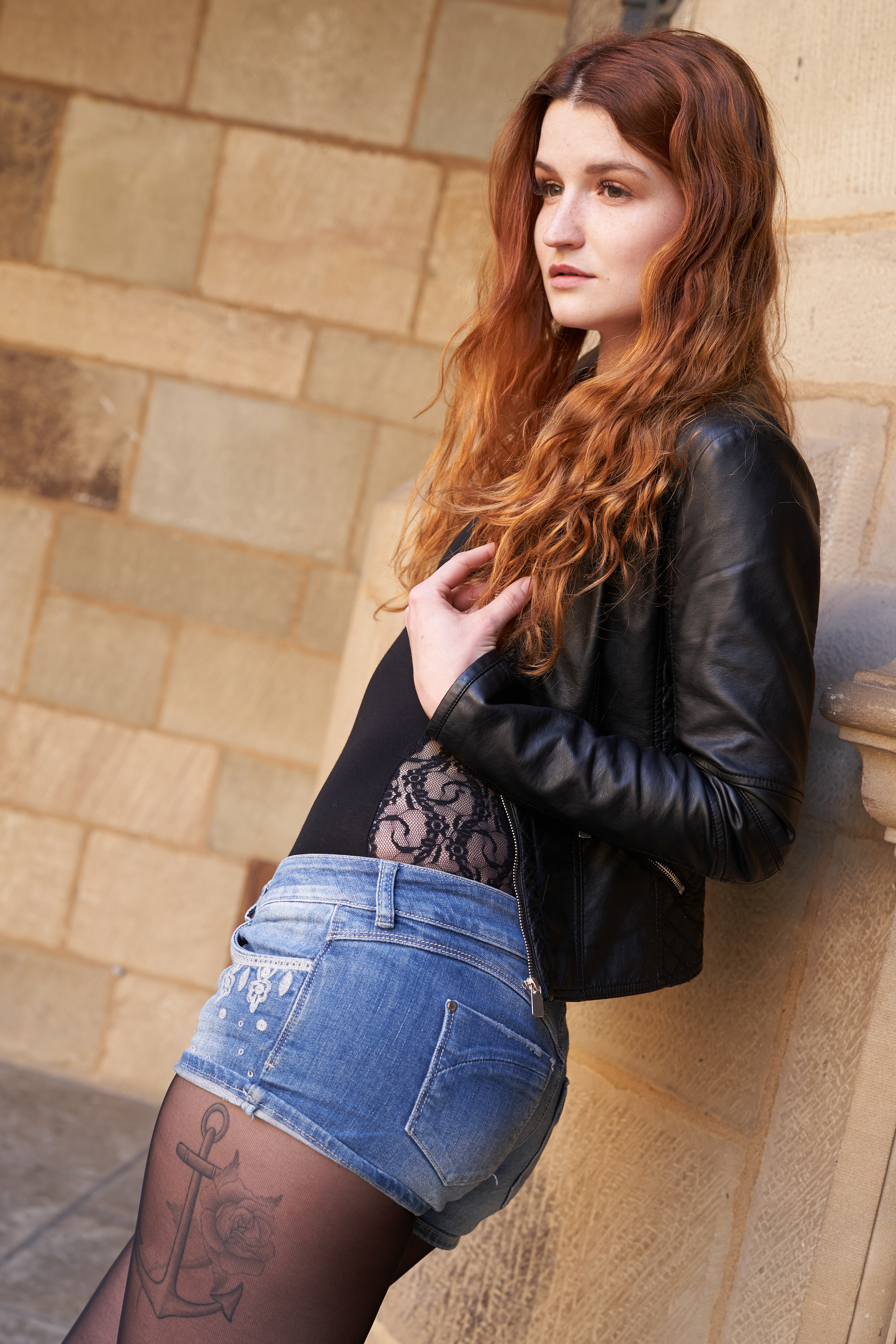
Nhiếp ảnh thời trang, hình chụp một người mẫu

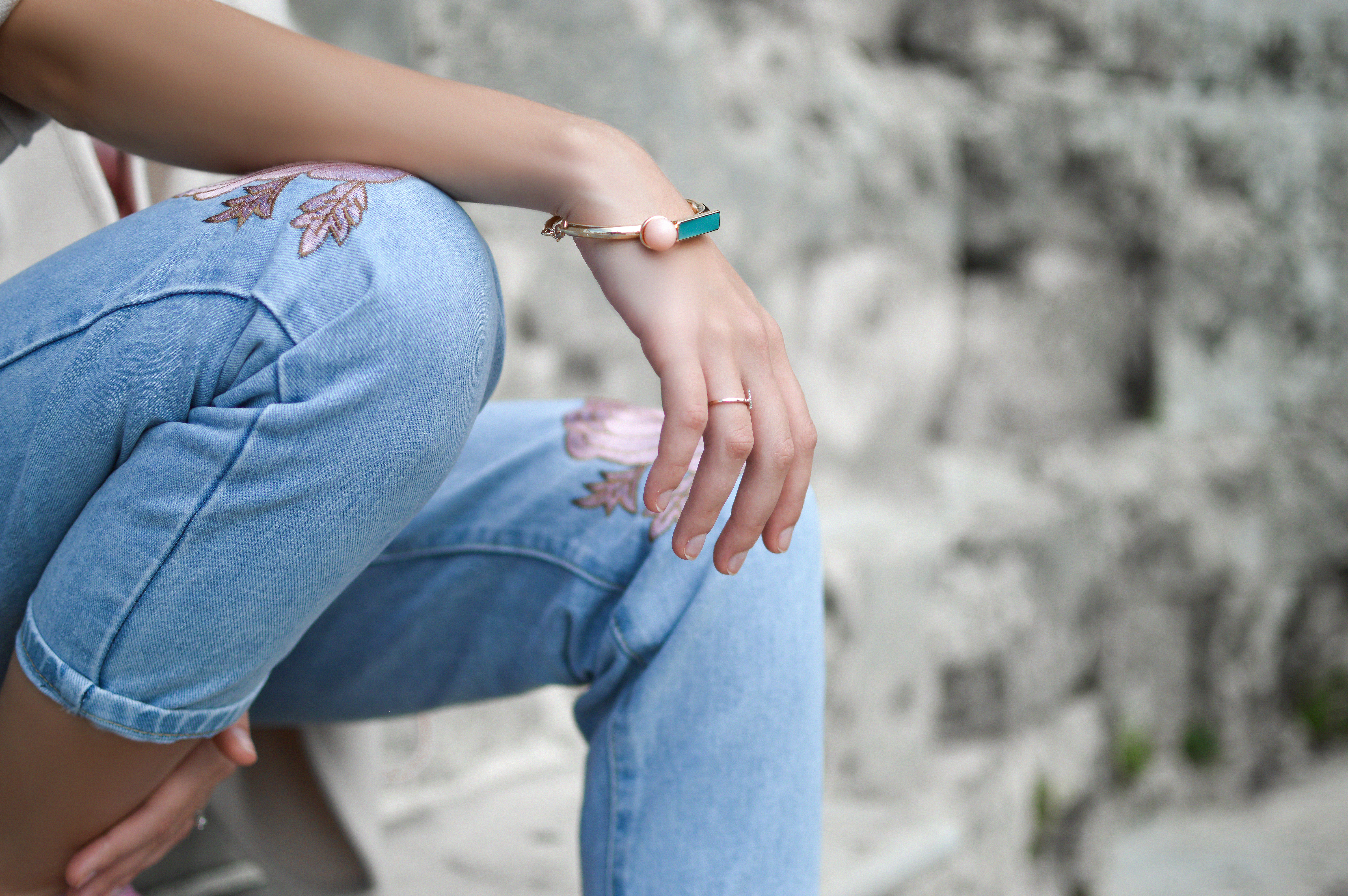
Nhiếp ảnh để quảng bá một kiểu quần bò (quần jeans) và phụ kiện lập lắc

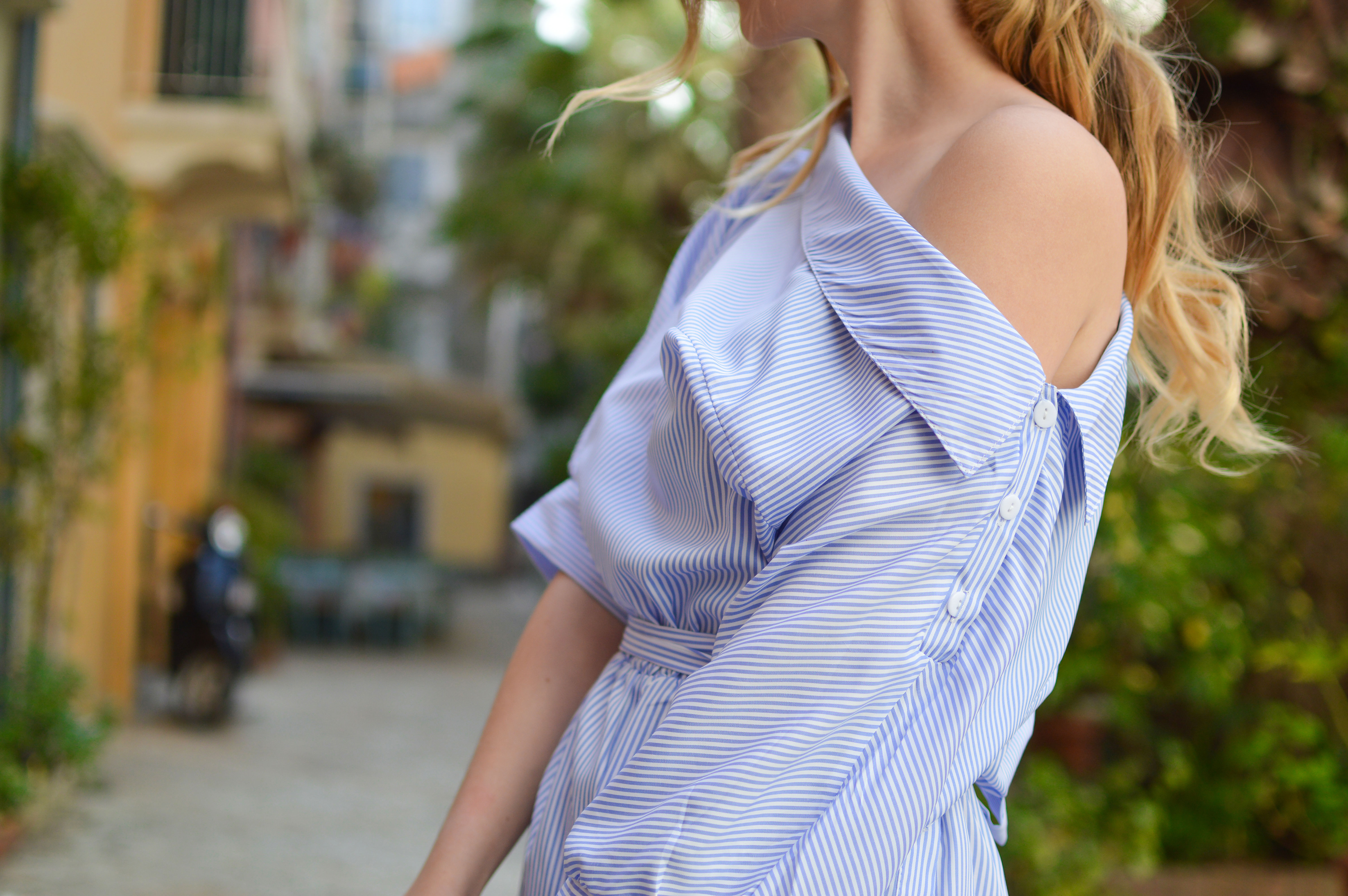
Nhiếp ảnh quảng cáo về một kiểu áo trễ vai

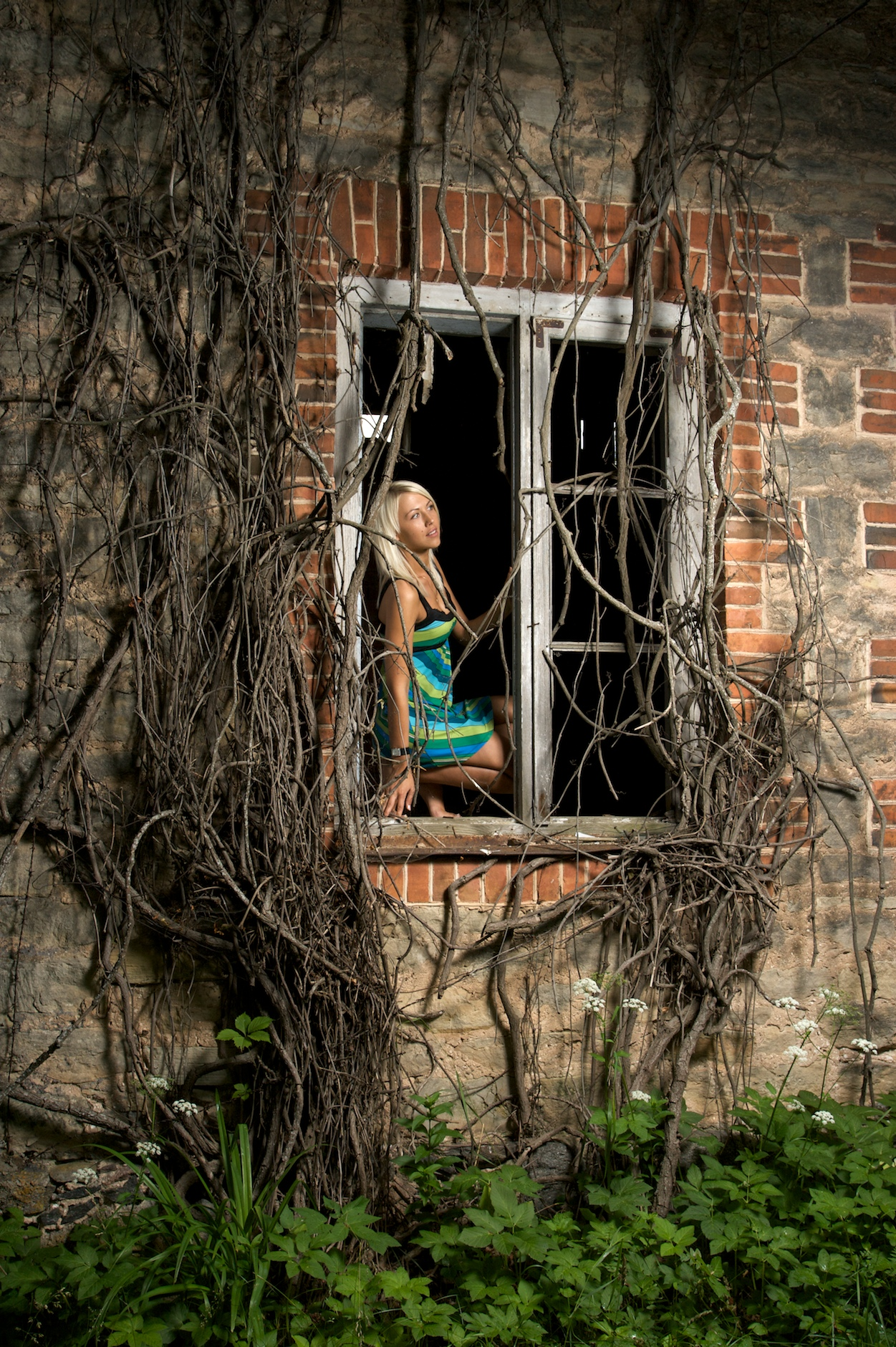
Nhiếp ảnh người mẫu tạo dáng bên khung cảnh cửa sổ

Nhiếp ảnh thời trang (Fashion photography) là một loại hình nhiếp ảnh với đề tài chuyên về trang phục, quần áo và các mặt hàng thời trang khác. Đôi khi đối tượng nhiếp ảnh thời trang bao gồm cả trang phục may đo cao cấp (haute couture). Loại hình nhiếp ảnh thời trang này thường được thực hiện theo kiểu có một nhiếp ảnh gia thời trang chụp ảnh cho một người mẫu đang diện kiểu trang phục, quần áo trong một tiệm chụp ảnh (Studio) hoặc bối cảnh chụp hình lấy cảm hứng từ ngoại cảnh. Loại hình nhiếp ảnh thời trang bắt nguồn từ việc quảng bá rầm rộ ngành công nghiệp quần áo và ngành thời trang, và trong khi một số nhiếp ảnh thời trang đã được nâng lên thành nghệ thuật, thì loại hình nhiếp ảnh thời trang vẫn chủ yếu được sử dụng vì mục đích thương mại cho việc quảng cáo trang phục, quần áo, nước hoa cũng như việc quảng cáo mỹ phẩm và các sản phẩm làm đẹp. Nhiếp ảnh thời trang thường được thực hiện phục vụ cho các hoạt động quảng cáo hoặc là đặt hàng thực hiện cho các tạp chí thời trang như tạp chí Vogue, Vanity Fair và tạp chí Elle. Nhiếp ảnh thời trang đã trở thành một cách thức cần thiết để các nhà thiết kế thời trang quảng bá tác phẩm của mình. Nhiếp ảnh thời trang đã phát triển gu thẩm mỹ riêng của mình trong đó trang phục, quần áo và thời trang được tô điểm thêm bằng sự hiện diện tại các địa điểm hoặc phụ kiện độc lạ. 

## Lịch sử
Lịch sử của thể loại nhiếp ảnh này trong những thập kỷ đầu tiên đã gắn liền với các tạp chí thời trang mà các bức ảnh chụp xuất hiện để thay thế cho các bản minh họa thời trang ban đầu thống trị các tạp chí làm đẹp. Nghề nhiếp ảnh thời trang trở nên nổi bật khi các nhiếp ảnh gia thời trang, chẳng hạn như Irving Penn hoặc Richard Avedon, được công nhận. Mặc dù sự khởi đầu của nhiếp ảnh thời trang hiện đại được cho là tượng trưng vào năm 1911, nhưng mãi đến giữa những năm 1930, sự phổ biến của loại hình nhiếp ảnh thời trang mới lan rộng, với thời kỳ hoàng kim bắt đầu sau Thế chiến thứ hai. Thể loại nhiếp ảnh này đã lan rộng từ các tạp chí thời trang và được giới thiệu trong sách ảnh để bàn, phòng trưng bày nghệ thuật (Art gallery) và bảo tàng. Ở Luân Đôn sau chiến tranh, John French đã tiên phong trong một hình thức nhiếp ảnh thời trang mới phù hợp với việc tái tạo trên báo in, sử dụng ánh sáng tự nhiên và độ tương phản thấp. Sau Thế chiến thứ hai, phong cách thời trang đã có những thay đổi đáng kể. Một loạt các nhà thiết kế mới xuất hiện trong những năm 1950 và 1960 và họ đã sản xuất ra nhiều kiểu quần áo đa dạng hơn. Năm 1983, Vanity Fair đã thuê Annie Leibovitz làm nhiếp ảnh gia chính thức đầu tiên để tiếp tục di sản của Steichen trong nhiếp ảnh hiện đại thông qua chân dung người nổi tiếng.